# Love, Wedding, Marriage – Ein Plan zum Verlieben
Love, Wedding, Marriage – Ein Plan zum Verlieben ist eine  US-amerikanische Liebeskomödie aus dem Jahr 2011 von Regisseur Dermot Mulroney, mit Kellan Lutz und Mandy Moore in den Hauptrollen.

## Handlung
Für die glücklich verheiratete professionelle Eheberaterin Ava bricht eine Welt zusammen, als sie erfährt, dass sich ihre Mutter Betty nach 30 Jahren Ehe scheiden lassen will. Ava möchte dies nicht akzeptieren, weshalb sie alles versucht, die Ehe ihrer Eltern zu retten. Dies stellt jedoch ihre eigene Ehe auf eine harte Probe.

## Kritik
„Harmlose Komödie über die Suche nach dauerhaftem Glück, die oberflächlich auf dem Niveau einer Fernseh-Soap dümpelt.“